# Ekotoksikologija
Ekotoksikologija ili Onečišćenje okoliša svaka je kvantitativna i kvalitativna promjena fizikalnih, kemijskih i bioloških karakteristika osnovnih sastavnica okoliša (zrak, voda, tlo, hrana), što dovodi do narušavanja zakonitosti u ekosustavu, temeljenih na mehanizmima samoregulacije. Te promjene djeluju danas, ali i ubuduće, na pogoršanju zdravstvenih, gospodarstvenih i drugih uvjeta života.
Fiziologija proučava životne pojave i funkcioniranje stanica, tkiva, organa, organskih sustava i organizama u cjelini (16. st.). Ekologija se bavi odnosom između živih bića i okoliša (E. Haeckel). Ekofiziologija proučava djelovanje različitih ekoloških čimbenika na funkciju stanica, tkiva, organa, organskih sustava i organizama, te populacije organizama (npr. preživljavanje u ekstremnim uvjetima - to se postiglo mutacijama). Toksikologija proučava djelovanje otrova na žive organizme - bavi se većim dozama i njihovim neposrednim učinkom (škrge riba se unište - brža smrt → akutno trovanje).
Ekotoksikologija proučava direktni ili indirektni učinak ksenobiotika na ekosustav, na sve živuće organizme i njihovu organizaciju, odnos prema neživoj tvari, međusobne odnose i odnos prema čovjeku (J. M. Juany, 1979.). Kako se u nekom jezeru mijenja pH, tako se mijenja i sastav populacija i broj jedinki u tom jezeru. Termin ekotoksikologija uveo je 1969. R. Truhaut. To je interdisciplinarno područje toksikologije i ekofiziologije. Na prva oštećenja u okolišu ukazali su istraživači 1962. godine, nakon otkrića utjecaja DDT-a na okoliš (Carson u SAD-u, 50-tih i 60-tih godina).
Ksenobiotik je svaka tvar koju nalazimo unutar organizma, a da se obično ne proizvodi niti se očekuje da će unutar njega biti prisutna. To mogu biti i tvari prisutne u mnogo višim koncentracijama od uobičajenih. Točnije, lijekovi poput antibiotika su ksenobiotici u ljudi jer ih ljudsko tijelo ne proizvodi samo niti bi se moglo očekivati da će oni biti prisutni kao dio svakodnevne prehrane. Međutim, termin se u ekotoksikologiji koristi u kontekstu polutanata kao što su dioksini i poliklorirani bifenili, te njihovog učinka na živi svijet. Prirodni spojevi mogu također postati ksenobiotici ako nađu put unutar drugog organizma (npr. prirodni ljudski hormoni mogu dospjeti unutar organizma riba koje žive nizvodno od izljeva pročistača gradske kanalizacije).
Toksikant je otrovni ksenobiotik, a polutant tvar koja zagađuje. Polutanti mogu biti onečistači - neke kemijske, anorganske tvari, npr. DDT u vodi, kemikalije, fizikalni faktori (buka), teški metali (npr. olovo nakupljeno unutar organizma majke može se osloboditi laktacijom; teški metali se naročito nakupljaju u korijenu (hipokotil) cikle, mrkve i sl.), te zagađivači - organski materijal (npr. E. coli u vodi - fekalno zagađenje), biološki supstrati (štavljenje kože), krv, mikroorganizmi i sl.
Toksikologija se dijeli na kliničku toksikologiju (humana, veterinarska, farmaceutska - pronalaze adekvatne protuotrove koji brzo djeluju; homocidi - podskupina pesticida - ubijaju ljude), koja se bavi akutnim trovanjem ljudi ili životinja, toksikologiju u medicini rada (uvjeti na radnome mjestu - loša zaštita na radu: majke u tvornici olovnih akumulatora (→ laktacija → oslobađa se olovo u mlijeko); kemijska industrija (Saponia Osijek - detergenti - mijenjaju površinsku napetost); kemijska izrada pesticida i bojnih otrova (→ homocidi - ljudi umirali od raka jetre)), toksikologiju hrane (sanitarna inspekcija za konzerviranje; radioaktivni maslac iz Černobila - držan duboko smrznut 15 godina, pa pušten u prodaju; pesticidi - točno određena koncentracija i karenca → piše koliko mora proći od prskanja do korištenja, jer sunce i voda nakon određenog vremena pretvaraju toksični spoj u netoksični) i ekotoksikologiju (okolišna toksikologija; "domaći" proizvodi - više opterećeni otrovom (pesticidima); makromolekule ne mogu proći kroz crijeva - genetski modificirana hrana - gušterača ima DNAaze i RNAaze).

## Uvod
Ekotoksikologija se bavi malim (subtoksičnim) koncentracijama onečišćivača u okolišu, koje su prije smatrane nevažnima, tako da se radi o relativno mladoj znanosti. 60-tih godina prošlog stoljeća u žitnicama Sjeverne Amerike ljudi su počeli obolijevati od tumora jetre, nakon čega se počelo povezivati uvjete okoliša i okolnosti s bolestima. Pokazalo se da je za to kriv DDT u malim, subakutnim dozama; posljedica - učestalija pojava tumora jetre.
Do tog vremena su se ignorirali neki okolišni otrovi i sl., te se sve većinom baziralo na medicinskoj toksikologiji. Npr. u žitnicama, na područjima intenzivnog uzgoja voća, povrća i sl. koriste se pesticidima, pa više nema insektivornih ptica. Kukac koji je otrovan pesticidom ne umire odmah, nego postane trom i ne bježi od ptica, zbog čega predstavlja vrlo opasnog prijenosnika otrova prema drugim karikama u hranidbenom lancu (ptice).
DDT je iskorijenio tuberkulozu i malariju jer se bacao u jezera i otud dalje širio, te uništio komarce. Osim toga, zahvaljujući DDT-u, povećala se i proizvodnja hrane.
Čovjek je zadnja karika u hranidbenom lancu, hrani se otrovanim biljkama, kao i životinjama koje unutar organizma nakupljaju otrove. Subtoksične doze se stalnim zbrojem nakupljaju i zbrajaju unutar organizma; u analizi i detekciji vrlo malenih doza nastaju veliki problemi.

## Skupine polutanata
1. ANORGANSKI IONI → Cd, Pb, Zn, Mg, Hg itd.
- olovo → u benzinu - atmosfera → danas u tlu → hrana
- kadmij → tamo gdje je i olovo → sekundarni onečistač uz olovo
- živa → prva ili druga generacija pesticida - Rusija i Kina - danas

2. ORGANSKI POLUTANTI
- heksaklorcikloheksan (HCH) - derivat DDT-a (~DDD, DDE) => teško razgradivi
- fenoksi-herbicidi → 2,4-D; 2,4,5-D → defolijanti korišteni u Vijetnamu → vijetnamska bolest
- herbicidi su usmjereni protiv biljaka - toksični i za ljude

3. ORGANOMETALNI SPOJEVI → metilživa
- zaljev Minamata, Japan, 1950.
- kruženje hranidbenim lancem
- utjecaj i na ljude - oštećenja živčanog sustava (to je bila tvornica plastičnih masa)

4. RADIOAKTIVNI IZOTOPI
- alfa, beta i gama zračenje

5. PLINOVI
- ozon, O3 - jaki oksidans
- CFC, NO, NOx, CO, CO2, SO2

## Onečišćenje

### Ekološki čimbenici
Ekološki čimbenici koji utječu na dinamičke promjene unutar populacije ili vrste u svojem okolišu obično se dijele u dvije skupine: abiotički i biotički. Abiotički čimbenici su geološki, geografski, hidrološki i klimatološki parametri. Biotop je okolišno uniformna regija karakterizirana određenim setom abiotičkih ekoloških čimbenika. Specifični abiotički čimbenici uključuju vodu, zrak, tlo (pH, salinitet, sadržaj fosfora i dušika, sposobnost zadržavanja vode), temperaturu, svjetlost, prirodne katastrofe. Biocenoza ili životna zajednica je skupina biljaka, životinja, mikroorganizama. Svaka populacija je rezultat razmnožavanja pripadnika iste vrste i kohabitacije u zadanom prostoru i vremenu. Biotički ekološki čimbenici utječu na vijabilnost biocenoze, a mogu biti intraspecijski i interspecijski.
Svaka vrsta ima svoju ekološku valenciju u odnosu na ekološke čimbenike, a njezine najvažnije točke su ekološki minimum, ekološki optimum i ekološki maksimum. Ekološki subminimum su ograničavajući čimbenici; ekološki supramaksimum dovodi do oštećenja struktura; ekološki čimbenik može biti i štetan i koristan - npr. NaCl je koristan u prehrani, ali u vrlo visokim koncentracijama štetan. To u farmakologiji vrijedi i za koncentraciju lijekova, a vrijedi i za pesticide. Philippus Theophrastus Aureolus Bombastus von Hohenheim, poznatiji kao Paracelsus, ponekad smatran i ocem toksikologije, poznat je po izjavi: "Alle Ding sind Gift, und nichts ohn Gift; allein die Dosis macht, daß ein Ding kein Gift ist", u prijevodu: "Sve su tvari otrov i ništa nije bez otrova; samo doza određuje da nešto ne bude otrovno". Npr. korištenje pesticida - prevelikom koncentracijom povećavamo otrovnost tog sredstva u biosferi.
Kod otrova manje koncentracije (subtoksične, subminimalne doze), te supramaksimalne doze pričinjavaju velike štete organizmu (ili okolišu).

#### Abiotički čimbenici
1. Fizičko-kemijski:
  1. Hladnoća / toplina (vodozemci se mogu smrznuti - etilen-glikol → antifriz)
  2. Voda / vlaga (neke životinje nemaju mehanizme koji ih štite od isparavanja, pa su prisiljene živjeti u vodenom okolišu)
  3. Svjetlost / električna struja (=> tetanička kontrakcija mišića (trajna - grč))
  4. Otrovi
  5. Zračenje
  6. Mehaničke povrede
2. Geografski:
  1. Klimatski - tropska klima / arktička i antarktička klima / umjerena klima
  2. Nadmorska visina - zbog razine kisika (manje na većim visinama)
  3. Dubina mora, jezera i rijeka (hiperbarički čimbenici) => svakih 10 m dubine hidrostatski tlak raste za 1 atm; životinje koje žive u takvom okolišu imaju izjednačen tlak - ako ih se izvadi van (npr. s 5 atm na 1 atm), one se raspuknu.
3. Socijalni:
  1. Materijalni položaj
  2. Psihički i radni uvjeti - nehigijenski uvjeti i neadekvatna prehrana => poremećaji u strukturi i funkcioniranju organizma

- antifriz (etilen-glikol) → u vinarijama → drže vino vani u limenim posudama, pa dodaju etilen-glikol kako se ne bi smrznulo (vino gubi kvalitetu kad se smrzne) → bubrežne bolesti
- smrzavanje tkiva - alpinisti - amputacija → jer dolazi do odumiranja tkiva
- epifiza → djeluje na količinu svjetla (oči su indikatori količine svjetla) → bitno da se osunča koža → cirkadijski ritam; život u tami => depresija, ne dolazi do ovulacije niti spermatogeneze; zima → umorniji, depresija → premalo svjetla

#### Biotički čimbenici
1. Egzogeni: različiti uzročnici bolesti (virusi, bakterije, paraziti), odnos predator-plijen / grabežljivac-žrtva (npr. mungosi na Mljetu uvedeni zbog zmija - zmija sada više nema, pa napadaju domaće životinje) => prirodni odnos predator-plijen kontrolira veličinu populacije
2. Endogeni: oštećenje organa, disfunkcije (nenormalna funkcija), prestanak funkcije, poremetnje u regulaciji

### Glavni čimbenici onečišćenja okoliša
- prirodni i antropogeni izvori i djelovanja

#### Prirodni
- erupcije vulkana
- zemljotresi
- izvori plinova i vruće vode (toplice)
- izvori kemijski onečišćene vode (zakiseljene vode,...)
- udari meteora
- vjetrovi
- oborine
- buka

#### Antropogeni
- u svakoj proizvodnji => bar 40% otpad

##### Tehnološka revolucija
1. mišićni rad čovjeka i životinje
2. parni stroj (J. Watt 1769. godine) - revolucija u rudarstvu (crpljenje vode iz rudnika pumpom pokretanom parnim strojem) koja je dovela do I. industrijske revolucije
3. motor s unutarnjim sagorijevanjem (C. F. Benz 1878. godine) - "Ottov motor" => lavina različitih strojeva pokretanih fosilnim gorivima

Sve to dovelo je do porasta potrošnje ruda i nafte. Danas godišnje trošimo oko 130.109 tona ruda, fosilnog goriva i građevinskog materijala; to je kompozicija vagona koja bi 15 puta obišla ekvator. Porast potrošnje je enorman - električne energije, atomske energije itd.

##### Demografska eksplozija
1. 1850. godine - 1 262 000 000 ljudi
2. 1950. godine - 2 521 000 000 ljudi
3. 1990. godine - 5 263 000 000 ljudi
4. 2000. godine - 6 070 000 000 ljudi
5. 2008. godine (siječanj) - 6 641 000 000 ljudi
6. 2050. godine (predviđanje) - 8 909 000 000 ljudi

Porast broja stanovnika:
1. veća proizvodnja hrane
2. upotreba umjetnih gnojiva
3. upotreba pesticida (od 1950-tih nadalje => znatno povećani urodi pšenice)
4. prve tri stavke zajedno = zelena revolucija
5. veća proizvodnja za ostale potrebe čovjeka, napredak tehnologije
6. više otpada iz proizvodnje
7. više otpada iz domaćinstva
8. veća potrošnja vode (u Europi: 200 litara po glavi stanovnika dnevno) i kisika

- problemi urbanih sredina → na 0,5% Zemljine površine živi 45% stanovništva

##### Razvojprometa(~la)
- parobrod (R. Fulton 1803.)
- parna lokomotiva (G. Stephenson 1829.)
- benzinski motor (1885.)
- dizelski motor (1892.)
- masovna proizvodnja automobila (H. Ford 1908.)

=> opterećenje stratosfere ispušnim plinovima - NO, NO2, CO, CO2, (CH3)x

##### Ostalo
- primarno mjesto onečišćenja: voda, zrak, tlo, hrana
- kemijsko / fizikalno / biološko (mikroorganizmi, gljivice, toksini)
- podrijetlo - prirodno i antropogeno
- učinci onečišćenja: korozija metala i nemetala, kisele kiše (uništavanje spomenika, šuma,...), utjecaj na procese u atmosferi, vodi i tlu, utjecaj na preživljavanje mikroorganizama (propadanje mikroorganizama u tlu - oni su simbionti (humus); nastaju aseptička tla - bez mikroorganizama i bez biljaka; dodatna opasnost: rezistentni mikroorganizmi), utjecaj na zdravlje okoliša i čovjeka, te degradacija ekosustava

Amerika, Rusija i Kina nisu potpisale Kyoto-sporazum jer bi im to uništilo industriju. Zabrana korištenja freona u rashladnim uređajima nije odgovarala Kini, koja je baš u to vrijeme uvela proizvodnju hladnjaka za domaćinstva. Estonija je prije 10 godina[kada?] bila najveći emiter CO2  Rusija je prljavu industriju selila u satelitske države. Slično su radile i zapadne zemlje. Afrika je rezervoar otpada Europe i bogatog svijeta.
Prosječni osobni automobil u godini prevali 10 000 km:
1. potroši 800-1000 litara benzina
2. oslobodi 16–24 kg olova (iz tetraetil-olova u običnom benzinu) - tla uz prometnice su izrazito opterećena olovom; tamo gdje je olovo, nalazi se i kadmij; olovo u mlijeku (pašnjaci uz prometnice)
3. oslobodi oko 500 kg ugljikovih spojeva (CO, CO2, CH4 i dr.)

Na mobilne onečišćivače (prometala) otpada 44%, dok stacionarni sudjeluju s 56% (industrija, kućanstva). Pojedinačna ložišta puno više onečišćuju zrak nego toplane (zagađuju sa SO2). Kisele kiše aktiviraju aluminij koji uništava korijenov sustav.
- porast kakvoće organizama:
  - prirodna pozitivna selekcija → adaptacija (prilagodba)
  - umjetna negativna selekcija → lov (ubijaju se bolje jedinke)
  - umjetna pozitivna selekcija → križanje (prenose se izabrane osobine)

Ekspozicija otrova ili vrijeme unošenja otrova može znatno utjecati na toksicitet trovanja, te treba voditi računa o dozi (koncentraciji) i vremenu ekspozicije. Akutno trovanje događa se kod naglog izlaganja tijela otrovu. Kronično trovanje posljedica je duge ekspozicije organizma nekom otrovu. Sudbinom otrova u tijelu bavi se toksikokinetika, znanstveno područje koje se bavi kvalitativnim i kvantitativnim promjenama otrova u organizmu, tj. kinetikom resorpcije (biotransformacija → povećanje ili smanjenje toksičnosti).
Otrov je kemijski spoj koji je s obzirom na kvalitetu, količinu i koncentraciju stran tijelu, a dospio je na bilo koji način u organizam ili je u njemu nastao, te remeti normalne životne procese i funkcije i izaziva druga oštećenja, a ne djeluje niti mehanički niti termički. Toksin je proizvod živog organizma (biotoksini), a toksikant je umjetno proizvedena tvar. Zootoksini su otrovi životinjskog porijekla, a fitotoksini biljnog (nikotin je prirodni insekticid). Bakteriotoksini nastaju u bakterijama (endotoksini - Salmonella, egzotoksini - aflatoksin (od crne snijeti - na pšenici), botulin (u konzervama s napuhnutim limom)), a mikotoksini u gljivama (penicilin - antibiotik za mikroorganizme). Toksikoze su bolesti izazvane otrovom, a intoksikacija unos otrova u organizam. Toksikoinfekcije su bolesti izazvane trovanjem endotoksina koji se oslobađaju u probavnom traktu (Salmonella - štetni produkti). Toksičnost je osobina neke tvari da izazove neki efekt u organizmu (→toksični efekt). Toksicitet je relativan pojam, označava stupanj toksičnosti neke tvari u odnosu na drugu; stupnjevanje se mijenja - kod nas Zakon o prometu otrova => 4 skupine otrova (→ toksicitet se izražava pomoću LD50 - količina otrova koja ubija 50% jedinki):
- Prva skupina → do 50 mg kg−1 LD50
- Druga skupina → 50 do 250 mg kg−1 LD50
- Treća skupina → 250 do 1000 mg kg−1 LD50
- Četvrta skupina → 1000 do 5000 mg kg−1 LD50

LD50 se najčešće određuje na štakorima. LD50 za ptice i ribe: mg otrova po kg hrane (ptice); mg otrova po litri vode (ribe). NOAEL → najviša doza koja ne uzrokuje oštećenje (No Observable Adverse Effect Level). NOAEL označava razinu izlaganja organizma, utvrđenu eksperimentalno ili empirijski, kod koje nema biološki ili statistički značajnog porast (npr. promjena morfologije, funkcionalnog kapaciteta, rasta, razvoja ili trajanja života) učestalosti ili ozbiljnosti bilo kakvih štetnih učinaka u izloženoj populaciji, kada se ona usporedi sa svojom odgovarajućom kontrolom. U toksikologiji NOAEL je specifično najviša testirana doza ili koncentracija tvari (npr. kemikalije) ili agensa (npr. zračenja) kod koje nema štetnog učinka u izloženih testnih organizama kod kojih su više doze ili koncentracije rezultirale štetnim učinkom. Ta se razina može koristiti u procesu ustanovljavanja odnosa doza-odgovor, što je temeljni korak većine metoda procjene rizika. NOEL → doza koja ne uzrokuje statistički ili biološki značajno povećanje frekvencije ili jačine bilo kojeg efekta (No Observed Effect Level). HNTD → najveća netoksična doza, tj. najveća količina neke tvari koja ne izaziva oštećenje (Highest Non-Toxic Dose). MTD → minimalna toksična doza → najmanja doza koja uzrokuje oštećenja. Koncentracija toksične tvari u hrani, vodi i tekućinama živih organizama izražava se u: (1) ppm - mg, (2) pps - μg, (3) ppt - ng.

## Dinamika ljudske populacije
Ljudska populacija je bila stabilna do Srednjeg Vijeka. Sredinom 19. stoljeća dosegnut je broj od 1 milijarde stanovnika. Različite regije imaju različite stope rasta populacije, ali u neobičnom slučaju 20. stoljeća, svijet je iskusio najveće povećanje populacije u ljudskoj povijesti zbog napretka u medicini i golemog porasta poljoprivredne proizvodnje kao posljedice Zelene Revolucije.
2000. godine Ujedinjeni Narodi procijenili su stopu rasta svjetske populacije na 1,14% (ili oko 75 milijuna ljudi) godišnje, što je manje od npr. 1987. godine, s 86 milijuna novorođenih. U posljednjih nekoliko stoljeća, broj ljudi na Zemlji se višestruko povećao. Do 2000. godine bilo je 10 puta više ljudi na Zemlji nego 300 godina prije. Prema podacima Faktopedija CIA-e iz 2005. i 2006. godine, svjetska populacija trenutačno se povećava za 203 800 ljudi svakoga dana. Faktopedija iz 2007. godine povećala je broj na 211 090 ljudi dnevno.
Globalno, stopa rasta populacije postepeno se snižava od svog vrhunca od 2,19% 1963. godine, ali rast ostaje vrlo visok na Bliskom Istoku i u području subsaharske Afrike.
U nekim zemljama rast populacije je negativan, posebno u srednjoj i istočnoj Europi (uglavnom zbog niske stope plodnosti), te Južnoj Africi (zbog velikog broja umrlih povezanih s HIV-om). Unutar sljedećih 10 godina, Japan i neke države zapadne Europe također očekuju negativni rast zbog neadekvatne stope rađanja.
Rast populacije koji prelazi kapacitet nekog područja ili okoliša rezultira prenapučenošću. Takva se područja mogu smatrati i "premalo napučenima" ako populacija nije dovoljno velika kako bi održala ekonomski sustav; međutim, mnogi koji prenapučenost ne smatraju ozbiljnim problemom ne uzimaju u obzir održivost ekonomskih sustava, degradaciju okoliša koju ekonomija uzrokuje, te ekološki utjecaj postojeće populacije.
Po trenutnim stopama rasta, sredinom 21. stoljeća populacija bi mogla doseći gotovo 9 milijardi ljudi, no i uz dobru medicinsku skrb doći će do stagnacije zbog raznih egzotičnih bolesti, ratova, rezistencije na antibiotike i sl. Međutim, doći će do povećanja potrošnje (voda, nafta, itd.) i količine proizvedenog otpada; potrošnja se ne povećava linearno kao broj stanovnika, nego višestruko brže.
Razvijeni dio stanovništva (oko 25% ukupne populacije) troši 3179 kalorija dnevno, što je pretjerana količina jer se danas ljudi malo kreću, zbog automatizacije potreba za hranom se smanjuje, i dok se razvijeni dio svijeta suočava s problemom pretilosti (u razvijenom dijelu svijeta 80% ljudi bavilo se 1990. godine laganim radom, a teškim gotovo ništa), ostatak svijeta gladuje. Neishranjeni dio stanovništva (Afrika, Azija, Latinska Amerika) troši 2230 kalorija dnevno, što je premalo jer se veći dio stanovnika bavi napornim poslovima. Da bi se stanovništvo prehranilo, nužna je velika proizvodnja hrane, koja ovisi o pesticidima, što uzrokuje onečišćenje. Siromašni dio svijeta, osim nerealne podjele dobara, ima dodatni problem i u lošoj geografskoj poziciji (suše, monsuni).
U razvijenom dijelu svijeta dio poljoprivrednih proizvoda se čak i uništava, kako ne bi došlo do pada cijene, a isto vrijedi za naftu u naftom bogatim zemljama. Kad cijena na tržištu padne, u naftovode se pušta manje nafte dok potrebe na tržištu ne porastu.

## Toksikokinetika - promet otrova kroz tijelo
Na ekosustav djeluju klima, svjetlost, temperatura, zračenja i dr. Onečišćeni ekosustav ima utjecaj na žive organizme. Egzogena intoksikacija (uzrokovana trovanjem izvana) može dovesti do oštećenja fizioloških sustava (imunohematopoetski, kardiovaskularni, probavni, egzokrini, endokrini, živčani, reproduktivni). Pritom su dva bitna faktora (1) vrijeme ekspozicije otrovu, pri čemu toksikacija na duži rok ima ozbiljnije posljedice i (2) doza (koncentracijska vrijednost otrova). Usprkos tome, pojedini fiziološki sustavi mogu se prilagoditi. Aklimatizacija je privremena prilagodba fiziološkog sustava na nepovoljne uvjete izvana (klimatski ili toksikanti), dok je adaptacija prilagodba vezana uz genom (nasljedna). Aklimatizacija može biti na otrove (suživot s otrovima); aklimacija se značajnim dijelom odnosi na klimatske prilagodbe => na laboratorijskim životinjama radimo aklimatizaciju i adaptaciju. Imamo nekoliko varijabli: npr. zima - kraći dan, niža temperatura, vlažnost zraka - ide se faktor po faktor po skupinama. Na nagle promjene organizam se prilagođava duže; štitnjača svojim hormonima diže metabolizam i termički prilagođava organizam. Reprodukcijom se prenose prilagodbe na specifične uvjete s generacije na generaciju.
Etiologija proučava uzrok bolesti; patogeneza izučava mehanizam bolesti; etiopatogeneza proučava uzrok brze bolesti i smrti.

### Putevi unosa toksikanta
1. INHALACIJSKI (RESPIRACIJSKI) PUT → pluća (100 m2 - alveole → efikasna izmjena O2) - inhalacijski toksini iz zraka idu kroz veliku površinu → najbrže trovanje - ovisi o koncentraciji otrova i vremenu inhaliranja; kroz kapilarnu alveolarnu mrežu otrov ulazi direktno u cirkulaciju - otrov je u čitavom tijelu za 1 minutu
- BOJNI OTROVI - homocidi → otrov ide ravno u pluća
- IRITATIVNI OTROVI - mogu oštetiti pluća plinovima → suzavac - može oštetiti pluća do raspadanja

2. PERKUTANO - PREKO KOŽE → površina oko 2 m2 + sluznice; koža nije apsolutna barijera, propusna je za neke tvari => lipidi i proteini prolaze kroz lipidni dvosloj; kupanje u ljekovitom blatu kompenzira minerale u tijelu, kupanje u moru - difuzija iona (jod, natrij, klor,...); koža je difuzibilna - kupanje u onečišćenom jezeru može dovesti do trovanja
- trovanje kroz kožu: u filmskim studijima Hollywooda mnogi ljudi su umrli kad su ih kao statiste mazali bojama za kožu; došlo je do trovanja teškim metalima (olovo, kadmij, živa); deblji slojevi sprečavaju znojenje i izlučivanje dijelom endogenih metabolita, pa mnoge tvari koje se inače izlučuju znojenjem (uključujući i produkte vlastitog metabolizma) zastaju u tijelu
- sluznice su još propusnije od kože, npr. sluznica usne šupljine najbrže apsorbira alkohol (i lijekove - tablete koje se stavljaju pod jezik); etilen-glikol (antifriz) uzrokuje raspad jetre (slatkast, žute boje, dodavan vinu da se ne smrzne); metilni alkohol oštećuje mozak - trovanje kroz usnu šupljinu

3. PROBAVILO (usta, želudac, crijevo) → površina oko 300 m2
- trovanje i na razini usta zbog velike propusnosti sluznice, unatoč relativno maloj površini u usporedbi s površinom cijelog probavnog kanala
- želudac - mala propusnost i mala mogućnost apsorpcije iako ima sluznicu, jer postoji debeli mukozni sloj koji štiti od djelovanja enzima i niske pH vrijednosti; niski pH u želucu nepovoljno djeluje na farmakološki efekt nekog preparata => film tablete - mnogi lijekovi su inkapsulirani kako bi prošli želudac i apsorbirali se u crijevu; ioni klora iz želuca + prepolovljene film tablete = opasno jer mogu stvoriti otrove
- crijevne resice imaju ogromnu površinu, odgovorne za apsorpciju hrane u krvotok; portalni krvotok vodi iz crijeva u jetru, glavni detoksikacijski organ; otrovi topivi u mastima (liposolubilni otrovi) se iz crijeva apsorbiraju u limfotok (lipidi su velike molekule, pa ulaze u limfne kapilare), zbog čega ne prolaze kroz jetru, već idu ravno do srca => opasniji; otrovi topivi u vodi (hidrosolubilni otrovi) idu krvotokom i ulaze u jetru, a neki tamo i ostaju (barijera koja nas štiti od otrovnosti)
- fiziološka zadaća tankog i debelog crijeva = apsorpcija (to uključuje i apsorpciju otrova)

4. PARENTERALNO
- umjetni unos lijekova / otrova (injekcijski)
  - im = intramuskularno
  - iv = intravenski => najbrži put djelovanja lijeka (1 min)
  - sc = potkožno, subkutano
  - id = unutar kože, intradermalno

Na duži rok se lijek unosi intradermalno + subkutano + intramuskularno. Na taj se način lijek oslobađa postepeno, malo po malo.

### Sudbina otrova
1. Akumulacija → nakupljanje u mekim tkivima i organima
- deponiranje npr. kloriranih ugljikohidrata u masnom tkivu → kad dođe do razgradnje masti, mobiliziraju se i otrovi - kod nagle dijete može doći do akutnog trovanja => akutno trovanje životinja koje hiberniraju, npr. medvjed - ako je koncentracija otrova dovoljno visoka, mogu od trovanja i uginuti
- tvornica liposolubilnih otrova (detergenti) → žene u trudnoći troše masno tkivo, laktacija → masti u mlijeku su jednim dijelom iz potkožnog sloja => ako je koncentracija otrova visoka, može doći do trovanja novorođenčeta, a majka može proći bez posljedica jer su otrovni spojevi pohranjeni u mastima
- u koštanom tkivu - teški metali - po kostima se utvrdi je li netko otrovan teškim metalima → kadmij u ostacima kose; Beethoven je umro od olova iz premaza glinenih čaša iz kojih je pio mineralnu vodu

2. Transformacija → otrov se kemijski promijeni
- npr. vezanje klora u želucu na neki spoj - utjecaj lijekova ne može se pratiti na kulturi stanica! (spoj postaje otrovan kad prođe kroz želudac - lažna informacija na kulturi stanica)
- enzimi mogu reducirati i promijeniti kemijsku strukturu tvari; otrov se može detoksicirati, pretvoriti u neotrovan spoj, ili se toksikacijom primarno neotrovna tvar može pretvoriti u otrov
- neke su tvari strane za djecu, a nisu za odrasle (i obrnuto)

3. Amplifikacija → širenje otrova
- u tijelu otrov ima svoje primarno mjesto nakupljanja (neurotoksični, nefrotoksični,...)
- međutim, kad se tijelo dulje vrijeme eksponira nekom otrovu (kod kronične ekspozicije), on ne šteti samo primarnom organu, već se može širiti po cijelom tijelu

4. Magnifikacija → odnosi se na ekosustav i porast otrovnosti kroz hranidbeni lanac
- kroz hranidbeni lanac koncentracija otrova može narasti i 100 000 puta
- ljudi su zadnja karika hranidbenog lanca, pa nakupljaju otrove i iz biljnih i iz životinjskih izvora
- koncentracija otrova raste kod proždrljivih životinja (npr. kormorani, galebovi i općenito ptice, sisavci) jer imaju živ i dinamičan metabolizam => kod karika u lancu koje imaju živi metabolizam veća je stopa porasta otrovnosti

5. Rezistencija → stečena otpornost na neki otrov
- možemo steći otpornost na otrov (postoje detoksikacijski mehanizmi, pa nam otrov sve manje šteti), ali i naviku, ovisnost o otrovu (nikotin, droga i sl.)
- fiziološki sustav pušača se promijeni - pokušava funkcionirati s trovanjem - ovisnici pogrešno funkcioniraju
- MITRIDATIZACIJA
  - 4. st. pr. Kr.
  - čest običaj trovanja suparnika za vlast
  - postojali su "liječnici trovači" → trovanje hranom i pićem - prilagođavanje doze masi
  - kralj Mitridat - otrovao bližnje da dođe na vlast; kako i sam ne bi bio otrovan, počeo je uzimati male količine otrova (ideja: ako se navikne na otrov, onda otrov na njega neće djelovati) - uspjelo mu je jer su ga triput bezuspješno pokušali otrovati, i to sve većim koncentracijama - spriječio je akutno trovanje i stvorio rezistenciju => organizam je stvorio mehanizme detoksikacije (otrov mu manje šteti, ima pripremljene enzime)
- jetra - enzimi za razgradnju alkohola se izlučuju tek nakon dužeg vremena → pretvaraju alkohol u vodu i CO2; iznad 2 promila alkohola - komatozno stanje

### Ekskrecija
1. mokraća → filtracija dijela otrova kroz bubrege; 1000 do 1500 mililitara na dan
2. fekalije → oko 400 grama na dan - neapsorbirani otrovi iz probavila; preko žuči i crijeva izlazi većina otrova
3. znoj → oko 400 mililitara na dan - saune su korisne jer izbacuju otrov iz tijela; trovanje vlastitim znojem - npr. odjeća korištena za špricanje vinograda - znoj otapa otrove iz odijela - difundiraju kroz kožu
4. mlijeko → oko 1500 mililitara na dan - otrov se oslobađa iz tijela preko mlijeka i truje dijete
5. suze → više-manje simboličko izlučivanje

Otrovi se nazivaju prema primarnom mjestu djelovanja i nakupljanja, iako djeluju i na druge organe, tj. tkiva. Kad se otrov aplicira kronično (subtoksične doze kroz dulje vrijeme), koncentracije se apliciranog otrova zbrajaju - ukupna koncentracija linearno raste, a posljedice se vide tek kad se dostigne kritična točka (npr. trovanje talijem - strašan otrov - jetra, slezena - hemoliza eritrocita - žutica...). Kad se koncentracija pribraja, znači da se otrov nije kemijski promijenio, on je u tzv. slobodnoj formi (to je najgori slučaj jer se na taj način koncentracija stalno povećava). U organizmu se događa detoksikacija i ekskrecija; ako je mjesto eliminacije bubreg, a otrov nefrotoksičan, dolazi do oštećenja bubrega. Detoksikacija otrova je razgradnja u neotrovne ili manje otrovne produkte (npr. hidrolitička razgradnja pomoću vode). Jedan dio otrova može se razgraditi i svjetlom, no samo u kožnom (površinskom) sloju (fotolitička razgradnja). Moguća je i termolitička razgradnja, iako tjelesna temperatura nije velika - tako se mogu razgraditi toksini (otrovi organskog podrijetla), koji su često po sastavu proteini. Vrućica eliminira takve otrove jer proteini na oko 40oC denaturiraju. Za vrijeme epidemija kuge i kolere, onaj tko je preživio vrućicu, bio bi poslije zdrav i imun - opasnost od vrućice je što se raspadaju i vlastiti enzimi. Kako temperatura tijela raste, stimulira se metabolizam - ubrzava se 10% za svakih 1oC. Međutim, termoliza je u ljudskom tijelu slaba.
Mnogi mikroorganizmi su se navikli na određene otrove, koriste ih za hranu - upotrebljavaju se u detoksikaciji, u pročišćavanju otpadnih voda - fenol / nafta - manje koncentracije.

### Kako se otrov nalazi u organizmu
1. otrov u tijelu može biti u neizmijenjenom obliku → slobodna forma
- ako je otrov u slobodnoj formi, bitno je hoće li oštetiti bubrege, koji su mjesto eliminacije iz organizma

2. otrov može biti vezan za bjelančevine plazme ili u citoplazmi stanice → vezana forma
- vezane forme otrova teže se riješiti jer se otrov teško otpušta s proteina na koji je vezan, a bubreg ne propušta proteine → zbog toga vezani otrovi dalje cirkuliraju

3. otrov može biti vezan u deponij → deponirana forma - u masno tkivo
- liposolubilni otrovi vezani su uz promet masti, pa ih slijede; u slučaju aktivacije masti, mobiliziraju se i otrovi; masno tkivo unutar organizma (oko 20%) neprestano cirkulira (mijenja položaj), što predstavlja problem jer se otrovi stalno otpuštaju, te može doći do intenzivne intoksikacije
- puh i medvjed hiberniraju, za to vrijeme metabolizam se usporava 60%, no masti koje se koriste mobiliziraju i otrove, ako ih ima u masnom tkivu → ako je koncentracija dovoljno visoka - akutno trovanje - u proljeće se životinje ne probude => ENDOGENA INTOKSIKACIJA
- rezerve glikogena u tijelu čine oko 3000 kalorija, što je dovoljno energije za oko 36 sati; glikogen služi kao pričuva između obroka, za održavanje razine šećera u krvi; tek kad se zaliha glikogena potroši, počinje razgradnja masti - 1 gram masti ima oko 9 kalorija, pa za izgubiti 1 kilogram masti treba oko 4 dana gladovanja - oko pola kilograma masti troši se dnevno ako se ništa ne jede, no ako postoji otrovanje u deponiju koje nije u tako velikoj koncentraciji da bi toksini izazvali akutno trovanje, taj toksin ide cirkulacijom u jetru, pa preko žuči u crijevo, te se s fekalijama izbacuje iz tijela; kako se otrov ne bi reapsorbirao u tankom crijevu, jetra ga veže za makromolekularni spoj
- problem za farmakologe predstavlja tjelesni sustav za eliminaciju otrova (u ovom slučaju lijeka apliciranog intravenski) koji djeluje već unutar nekoliko sati; npr. djelatna koncentracija penicilina, koja ubija mikroorganizme, je između 0,5 i 0,8
- prva generacija penicilina bila je u kristaliničnom obliku i takav se penicilin eliminirao iz tijela za 4 sata, pa bi pacijentu trebalo davati novu dozu intravenski svaka 2 sata → pacijentima su davali tri puta veću dozu, koja je trajala oko 4 sata, nakon čega su morali dobiti novu injekciju
- druga generacija penicilina bila je vezana za nosač, ne u fiksni spoj, već lagano vezan, pa se lagano ispuštao kao depo-efekt (usporena resorpcija i ekskrecija); nosač je bio prokain - otpuštao se polako kroz 24 sata, no morao je biti apliciran višom dozom od one terapijske
- treća generacija penicilina koristi kao nosač (depo-spoj) denzatin → oko 16 sati koncentracija raste na terapijsku razinu, ali onda i traje dva do tri dana

### Detoksikacija
1. detoksikacija u prirodi → hidrolitički, fotolitički, termolitički, pirolitički → spalionice opasnog otpada - 1000oC, uz manjak O2, mikrobiološki → u cementarama i željezarama još se spaljuju otrovi (stari lijekovi - spaljivanje - cementara u Umagu)
2. detoksikacija u organizmu → u stanicama (fagociti)
- jetra - fagociti, enzimi, biokemijski postupci, biofizikalni postupci
- koža - fotolitički
- crijevo - mikrobiološki - simbiotske bakterije
- organizam - hidrolitički, termolitički

KAPACITET DETOKSIKACIJE:
a) ako je veći ili jednak od unosa toksikanta → sve se razgradi
b) ako je manji od unosa → dio toksikanta ostaje nerazgrađen
- neki otrovi su postojani, perzistentni, s velikim vremenom poluraspada (vrijeme razgradnje do netoksičnih produkata) - takvi su otrovi opasni jer im ništa ne šteti, a koncentracija se samo pribraja
- mikroorganizmi jako brzo razvijaju rezistentnost (otpornost) na toksikant (antibiotike); brzo razmnožavanje (svaki mjesec leglo od 12 mladih), velika stopa mutacija i rezistentnost idu na ruku i štakorima - otpornost na rodenticide - brza prilagodba
- štakori i miševi su radiorezistentni; otrovi za njih su antikoagulansi → problem je što životinja na taj način umire kroz 10 dana, štakori krvare svugdje; ako ih ulove mačke, otruju se
- navikavanje na toksikant može stvoriti ovisnost - ovisnost je tolerancija na toksikant, ali u slučaju manjka otrova nastupa kriza

DETOKSIKACIJA U JETRI:
- važno je histološko i fiziološko stanje jetre
- mehanizmi:

1. konjugacije → vezanje s glukuronskom kiselinom, benzojevom kiselinom i cisteinom → u ovako vezanom obliku otrovi se fekalijama izbacuju van organizma jer su preveliki za epitelne stanice tankog crijeva
2. acetilacije → vezanje s acetilnom skupinom (-CH2CHO), npr. sulfonamidi (lijekovi umjesto antibiotika - baktericidno svojstvo)
3. enzimatske razgradnje → mikrosomalni enzimi; jetra nema već pripremljene enzime, osim ako je prethodno postojao stalni unos nekog otrova za koji se pripremila specifičnim enzimima
4. fiksacije → vezanje na proteine i postepeno izlučivanje, npr. sa žuči (metali)
5. fagocitoza → Kupfferove stanice - fagocitiraju čestične tvari
- procesi: oksidacija, redukcija, hidroliza, sintetsko-konjugacijske reakcije, promjena površinske napetosti (svođenje otrova na površinsku napetost vode → otrov izađe iz tijela zajedno s vodom), povećanje aciditeta (pH)

ULOGE JETRE:
- kod odraslog čovjeka - oko 1500 grama
- detoksikacija, aktivacija nekih vitamina (D i E), sinteza žuči, fagocitoza, termoprodukcija, katabolizam, (de)aminacija aminokiselina, sinteza ureje, mokraćne kiseline, sinteza bjelančevina, deponij, hematopoeza

- detoksikacija je moguća svjetlom (fotolitički), vodom (hidrolitički), visokom temperaturom (termolitički) i mikroorganizmima
- u prirodi temperature većinom nisu jako visoke; u vulkanima može doći do pirolitičke razgradnje
- pirolitička razgradnja - na > 1000oC, bez prisustva kisika (cementare, željezare) → ne nastaju otrovi kao kod običnog spaljivanja
- lijekovi → toksikacija - otapanjem se spoje s drugim tvarima i postaju još toksičniji
- mikroorganizmi - navikli na toksične tvari - žive s otrovom → dobri detoksikacijski modeli - npr. pročišćavanje vode → dio ih mutira - klonovima otrovi ne smetaju - mogu specifično mutirati
- detoksikacija je prirodni fenomen → zbog detoksikacije je moguće da je 1 + 1 = 0

- u biološkom ratovanju se može koristiti E. coli s genom za različite bolesti → moguće je ubaciti gen za proizvodnju nikotina → spore mikroorganizama u zraku → zaraziti se može udahom → mikroorganizmi proizvode otrove u našem tijelu
- u ratu - bačena "paučina" → mikroorganizmi koji uzrokuju teške probleme na plućima → polisaharidi bili hranidbena podloga za mikroorganizme - razmnožavali se na tlu; pretpostavka da dolazi iz Rusije

- postoje lako razgradive i teško razgradive (postojane) tvari - poluvrijeme raspada govori o razgradnji otrova
- često se forsiraju pesticidi koji imaju dodatne utjecaje na okoliš, jer su dozvoljeni puno ranije nego novije (prihvatljivije) vrste pesticida
- u organizmu se također događaju termolitički i hidrolitički procesi - jetra - centar detoksikacije → toksini se eliminiraju vezanjem za nosač, preko žuči i crijeva, koje ne resorbira kompleksne velike molekule
- kod kronične ekspozicije jetra stvara prilagodbene enzime za razgradnju određenog otrova - prvo vrijeme nema enzima, pa toksin štetno djeluje, no dugotrajno izlaganje subtoksičnoj dozi dovodi do navikavanja na otrov, npr. prilagodba na alkohol (osoba koja nije naučena na piće bit će pijana od puno manje doze)
- kronični ovisnici imaju mehanizme za detoksikaciju, iako postoji mogućnost akutnog trovanja; enzimi pretvaraju alkohol u vodu, pa kronični alkoholičari piju više
- kada alkohol izgara u organizmu, stvara se toplina → oslobađa se više ATP-a, jača mišićna aktivnost
- alkohol-dehidrogenaza pretvara alkohol u acetaldehid, a aldehid-dehidrogenaza pretvara acetaldehid u octenu kiselinu → CO2 + H2O
- spojevi koji nastaju razgradnjom alkohola su toksični
- alkoholičari se brže oslobađaju alkohola iz tijela

Za liječenje alkoholičara se koriste disulfiram i naltrekson. Disulfiram se prodaje pod imenima Antabuse, Antabus i Abstinyll, a uzrokuje akutnu osjetljivost na alkohol. Također se proučava kao tretman za ovisnost o kokainu, jer sprečava razgradnju dopamina (neuroprijenosnik čije otpuštanje kokain stimulira); višak dopamina rezultira povećanom anksioznošću, povišenim krvnim tlakom, nemirom i drugim neugodnim simptomima. Disulfiram je primjer tiuram disulfida, oksidiranog derivata dietil-ditiokarbamata. Naltrekson je antagonist opioidnih receptora, a koristi se primarno za smanjivanje apstinencijske krize nakon ovisnosti o alkoholu i opioidima.
U uvjetima normalnog metabolizma, alkohol se razgrađuje u jetri pomoću enzima alkohol dehidrogenaze i acetaldehid dehidrogenaze. Disulfiram djeluje na drugi korak ovog puta tako da blokira enzim aldehid dehidrogenazu. Nakon unošenja alkohola pod utjecajem disulfirama, koncentracija acetaldehida u krvi može biti 5 do 10 puta veća od one tijekom metabolizma iste količine samog alkohola. Kako je acetaldehid jedan od glavnih uzroka simptoma "mamurluka", disulfiram stvara trenutačnu intenzivno negativnu reakciju na uzimanje alkohola. Nekih 5 do 10 minuta nakon uzimanja alkohola, pacijent može iskusiti efekte snažnog mamurluka u periodu između 30 minuta i nekoliko sati. Simptomi uključuju crvenilo kože, ubrzano lupanje srca, uzdihanost i manjak daha, mučninu i povraćanje. Disulfiram se ne bi smio uzimati ako je alkohol konzumiran u posljednjih 12 sati. Ne postoji tolerancija na disulfiram: što se duže uzima, njegovi su efekti jači. Kako se disulfiram apsorbira polagano kroz probavni trakt i iz tijela eliminira polagano, efekti mogu trajati do 2 tjedna nakon prvotnog uzimanja; zbog toga medicinska etika nalaže da pacijenti budu u potpunosti informirani o posljedicama reakcije alkohol-disulfiram. Alkoholičari moraju sami pristati na tretman, nakon čega indirektno dolaze do spoznaje da manja količina alkohola uzrokuje manje tegobe. Nuspojave uključuju utrnulost ili bockavost potkoljenica i zaduhu (manjak daha). Disulfiram se ne bi smio davati pacijentima koji uzimaju neke stimulativne lijekove i antidepresive, jer inhibira enzim dopamin-beta-hidroksilazu, čime blokira metabolizam dopamina do norepinefrina. U kombinaciji s dopaminskim agonistom i/ili efektom ponovnog uzimanja stimulanata, to može uzrokovati dramatični porast sinaptičkih razina dopamina, rezultirajući nesanicom, paranojom, a u ekstremnim slučajevima i psihozom.
Naltrekson se prodaje u generičkom obliku kao klorovodična sol, naltrekson-hidroklorid, pod komercijalnim imenima Revia, Depade i Vivitrol. Ne smije ga se zamijeniti s naloksonom, koji se koristi u hitnim slučajevima predoziranja, a ne za dugoročnu kontrolu ovisnosti. Naltrekson i njegov aktivni metabolit 6-beta-naltreksol su kompetitivni antagonisti na mikro- i kapa-opioidnim receptorima, te u manjem opsegu na delta-opioidnim receptorima. Plazmatski poluživot naltreksona je oko 4 sata, a za 6-beta-naltreksol 13 sati. Blokada opioidnih receptora je osnova njegova djelovanja u upravljanju ovisnošću o opioidima - on reverzibilno blokira ili ublažava efekte opioida. Upotreba naltreksona u ovisnosti o alkoholu (etanolu) pokazala se uspješnom, iako mehanizam djelovanja u ovom slučaju nije posve razjašnjen; kao antagonist opioidnih receptora vjerojatno djeluje modulacijom dopaminergičnog mezolimbičkog puta kojeg, vjeruje se, aktivira etanol. Naltrekson se metabolizira uglavnom do 6-beta-naltreksola jetrenim enzimom dihidrodiol-dehidrogenazom. Drugi metaboliti se dalje metaboliziraju konjugacijom s glukuronidom. Ponekad se naltrekson koristi za rapidnu detoksifikaciju ("rapid detox") od ovisnosti o opioidima. Princip rapidne detoksifikacije je da se inducira blokada opioidnih receptora dok je pacijent u stanju smanjene svijesti, kako bi se ublažili simptomi apstinencijske krize kod pacijenta. Rapidna detoksifikacija pod općom anestezijom uključuje nesvjesnog pacijenta i zahtijeva intubaciju i respirator.

## Simptomatologija otrovnih spojeva
1. ALERGIJA - pesticidi, lijekovi, čestice prašine - mijenjaju se tijekom godine
2. ANEMIJA (slabokrvnost) - najosjetljivija tkiva sa stanicama koje imaju najkraći životni vijek (uz sirovine za stanicu uvlače se i otrovi) - Cu (modra galica - vinogradarstvo, peronospora), Cd, Pb, klorirani ugljikovodici, teški metali iz posuđa (otapa se uz kiseline iz hrane; aluminijsko posuđe, nekad su bile olovne pipe na bačvama piva, a organske kiseline reagiraju s olovom; najopasnija voda iz pipe ujutro - ulaze bakterije)
3. DEPRESIJA (potištenost) - arsen, nitrati, nitriti, Pb, Zn, urea, atrazini, klorirani ugljikovodici, aflatoksin
4. DISPNEJA (otežano disanje) - amonijeve soli, rodenticidi, cijanidi, nitrati, nitriti
5. EKSCITACIJA (podraženost) - cijanidi, Pb, strihnin, fluoracetat
6. HEMOLIZA (raspad eritrocita) - Cu, Pb, dinitrobutilfenol, uljne otopine za špricanje voća u jesen
7. IMUNOSUPRESIJA - najintenzivnija posljedica za tkiva koja se brzo stvaraju; pad imuniteta domaćina - ulaz virusa, bakterija; DDT, paration, atrazin, lindan, piretrin, malation, antibiotici, kortikosteroidi, salicilati, Al, Be, Cr, Co, Zn, dioksin, olovni acetat, alifatski ugljikovodici, aromatski ugljikovodici, kokain, metadon, etanol, karnatidi, duhanski dim; alkoholičari uglavnom piju, a malo jedu, pa imaju oslabljen imunološki sustav
8. KOLIKA (grčevi probavila) - povraćanje, dijareja - arsen, Cu, cink-fosfid, Pb, nitrati, nitriti, dioksin, kiseline, lužine, fenol
9. DIJAREJE/POVRAĆANJE - rodenticidi, karbamati, Cd, arsen, Hg, cink-fosfid, organofosfatni insekticidi
10. TREMOR MIŠIĆA (dahtanje) - cijanidi, karbamati, Pb, organoklorirani i organofosfatni pesticidi, trijazini, Hg

## Polutanti u biosferi
1. polutanti u hidrosferi - razne kemikalije → fenoli, pesticidi, nafta, ulja => promjena pH; 97,2% mora i oceani, 2% ledenjaci, 0,8% slatke i podzemne vode
2. polutanti u litosferi - radioaktivno zračenje, pesticidi, umjetna gnojiva, ioni metala (npr. aluminij)
3. polutanti u atmosferi - plinovi, freoni, čađa, kisele kiše, globalno zatopljenje, ozonske rupe

Svi su procesi u biosferi povezani. Kisele kiše iz atmosfere aktiviraju ione aluminija iz litosfere (Al3+ + H2O → Al(OH)3, pH~4 → uništavanje korijenovih dlačica, sušenje bilja) koji mijenjaju pH litosfere, kao i hidrosfere. Hrana niskog ili visokog pH (salate, vinski gulaš i sl.) otapaju Al iz aluminijskog posuđa - opasno!

## Učinci polutanata na organizme
- polutant - ne mora biti toksičan (onečistač okoliša je širi pojam od toksikanta); može stvarati probleme u ekološkom smislu riječi (npr. prašina)

1. utvrditi stupanj toksičnosti - LD50
- najopasniji – u vrlo malim količinama

2. biokemijski učinci
- posebno osjetljivi enzimi
  - npr. enzimi oksidativne fosforilacije → enzimi potrebni svakoj stanici → otrovi općeg djelovanja – u svim stanicama tijela

3. molekularni mehanizmi
- mutacije, promjene strukture i produkata gena
  - poremećeni proteini, teratogeneza, itd.

4. fiziološki učinci
- otrovi su po djelovanju usmjereni na određeni sustav: neurotoksični, hematotoksični → tu su otrovi primarno djelotvorni, to primarno oštećuju, iako mogu djelovati i na druge sustave

5. interaktivni učinci
- aditivni, potencirajući, detoksikacijski
  - u interakciji s drugim spojem daju nov produkt koji može biti izrazito toksičan => a + b = c → a i b malo toksični → sinergizam → c jako toksičan
- kod prolaska otrova kroz probavilo – visoka koncentracija HCl → pojačava toksičnost spoja (adicijom klora)
- sinergizam ne vrijedi samo za otrove, već i za lijekove => može vrijediti 1 + 1 = 2, ali i 1 + 1 = 4 itd.
- za mnoge bolesti je „nepoznat“ uzrok kombinacija različitih djelovanja

6. biomarkeri
- mehanizam za brzo detektiranje otrovnosti nekog spoja
  - svaki novi spoj treba proći testove za sekundarne štetne posljedice
- biomonitoring - ti testovi mogu biti (1) visoko specifični: (a) biokemijski testovi; (b) fiziološke promjene i (2) nisko specifični: (a) promjene u populaciji; (b) promjene u zajednici → nestale ptice zbog pesticida
- potrebni su testovi u organizmu: miševi in vivo → pogotovo za lijekove; važan je taj pretklinički stadij na životinjama

7. in situ biomonitoring
- praćenje na duže razdoblje, zahtijeva ljude i vrijeme
- toksikant → biokemijske promjene → fiziološke promjene → organizam → populacija → zajednica populacija → promjena u ekosustavu

## Sudbina toksikanta u ekosustavu
- Kn => koeficijent nakupljanja
- klasifikacija prema sposobnosti nakupljanja u organizmima:
  - tvari koje se izrazito nakupljaju – Kn<1 => pribraja se prethodno nakupljenim koncentracijama
  - tvari koje se jako nakupljaju - Kn između 1 i 3
  - tvari koje se umjereno nakupljaju - Kn između 3 i 5
  - tvari koje se slabo nakupljaju (značajan dio otrova se eliminira ili degradira) - Kn>5
- Kn=LD50kronično/LD50akutno:
  - što se dulje izdrži - veći koeficijent, bolja detoksikacija
  - daje se npr. 1/10 letalne (akutne) doze, ako se ništa ne izluči - trebao bi umrijeti za 10 dana

- isto vrijedi i za ekosustav, npr. jezero

1. Akumulacija
2. Degradacija (transformacija) → može prestati ili postati još toksičniji
3. Detoksikacija
- fotolitička
- hidrolitička
- mikrobiološka (mutirani mikroorganizmi)
- termička

- organizmi koji se prilagode novonastaloj situaciji (mikroorganizmi) preživljavaju s otrovom (ili antibiotikom) – to je za mikroorganizme pozitivan pomak
- i drugi organizmi mogu preživjeti u katastrofičnim uvjetima okoliša (prenose genom dalje)

4. Toksifikacija
5. Kruženje (bioakumulacija)
- najčešće u hranidbenim lancima
  - npr. DDT – cirkulacija u zraku – dio isparava, dio se otpušta u tlo, dio dospije u oceane, ugrađuje se u fitoplankton → zooplankton → ribe => viši nivoi hranidbenog lanca (ptice, ljudi - još veća koncentracija kod organizama koji imaju brz metabolizam, tj. jedu više)
  - 8000 tona slobodnog DDT-a u biosferi - oko 15% u moru

6. Perzistentnost (postojanost)
- vrlo postojane → vrijeme razgradnje u biosferi > 2 godine
- postojane → 6 mjeseci do 2 godine
- umjereno postojane → 1 do 6 mjeseci
- slabo postojane → manje od mjesec dana => bolje za okoliš

7. Rezistencija
- mnogi organizmi su razvili sposobnost rezistencije – organizam se prilagodi otrovu
- rezistentnost lakše stječu oni organizmi koji se brzo i u velikom broju razmnožavaju → veća sposobnost mutacije → naviknuto ≠ genetski promijenjeno
- rezistentnost – genetska promjena koja se očituje u potomstvu, a ne trenutna prilagodba npr. na alkohol, jer se to ne nasljeđuje!
- otpornost kukaca na insekticide: 38 vrsta komaraca Anopheles
- Rattus norvegicus → štakor rezistentan na antikoagulanse

KRUŽENJE PESTICIDA:
koncentracija u tlu npr. 1 → voće i povrće 10-100 → herbivori 1000 → omnivori 10000
insekti 200 → ptice 10000 → grabežljive ptice 100000
fitoplankton 15 → zooplankton 25 → račići 200 → ribe 30000 → galeb, kormoran 100000
- kod ptica:
  - otrovi već u jajetu - otpuštanje u embrio → deformacija kljuna (kod pelikana) – teško dolaze do hrane – direktna posljedica intoksikacije pesticidima
  - ostaci toksina → ono što je ostalo nakon razgradnje → mekane lupinke jaja – savitljive, lomljive - ženka ih probije sjedenjem na jajima → ne mogu se razviti mladi (zbog poremećaja žlijezda za ovapnjivanje lupinki)
  - kondori – ugrožena vrsta u Americi – smatra se da je tome uzrok nedovoljna kalcifikacija
  - otrovi se mogu akumulirati i u pričuvnoj tvari → dolazi do trovanja embrija
  - špricanjem pesticidima kukci postaju spori, laki su plijen pticama u kojima se akumuliraju otrovi

- čovjek godišnje unese oko 1 t hrane u organizam
- lindan – spoj koji se koristi kod šugavosti ovaca, koza itd. (urone se u bazen lindana)
  - upija se kroz kožu i životinje se međusobno ližu → oslobađa se u mlijeko
  - može ga se naći i u kravljem siru
- nitriti - toksičniji (0,005 mg po litri) od nitrata (15 mg po litri)
- prehrambene navike različitih zemalja različite → dominantne namirnice u populaciji imaju strože kriterije za otrove u hrani
- ostaci pesticida u hrani → to je ono što ostaje nakon svih degradacija i transformacija

- ribe:
  - škrge direktno u doticaju s otrovom
  - lamele s jednoslojnim epitelom - kod otrova → škržni epitel propada → raspadnu se škrge
  - ako je subtoksična doza → hipertrofija → ostale stanice se trude nadomjestiti one koje su propale → višeslojan škržni epitel → dio tih stanica troši kisik kod difuzije, pa manja količina dođe do kapilara - hipoksija i anoksija
  - mlađ → uvijek osjetljivija od odraslih jer je metabolizam jači

## Pesticidi
- velika skupina otrova koja se koristi u agrosferi

### Klasifikacija
1. mikrobiocidi – otrovi koji djeluju protiv mikroorganizama – u zdravstvu su to antibiotici (lijekovi)
  1. baktericidi
  2. virocidi
2. zoocidi – otrovi protiv životinja
  1. insekticidi – klorirani ugljikovodici, organofosforni spojevi, karbamati, piretrin i piretroidi, dinitrofenoli
    1. neselektivni - pobiju sve kukce
    2. selektivni u smislu faze života (larve, jajne stanice)

  2. rodenticidi – vezani uz glodavce, neselektivni (raticidi protiv štakora, muricidi protiv miševa) – cinkov fosfid, organski spojevi fluora, alfa-naftil-tiourea, antikoagulansi
  3. akaricidi - grinje, pauci
  4. nematocidi - oblići, gujavice
  5. limacidi - puževi
  6. avicidi - ptice
3. fitocidi - protiv biljaka i gljiva
  1. fungicidi – pentaklorfenol, ditiokarbamati, heksaklorbenzen
  2. herbicidi – primarno protiv korovne vegetacije – triazini, fenilurea, klorirane fenoksikiseline
  3. algicidi - ubijaju obraštaj brodova
4. homocidi – bojni otrovi

- lat. pestis=kuga, pošast, štetnik; caedere=ubiti
- pesticidi → prirodna ili sintetska sredstva kojima se uništavaju biljni ili životinjski štetnici
- praktična primjena: selektivna toksičnost → vrlo diskutibilna i nepouzdana, mehanizmi ubijanja slični za različite skupine otrova - npr. svi neurotoksični otrovi djeluju na sličan način
- dvije glavne strategije djelovanja pesticida:

1. neurotoksičan → blokada Na/K-crpke, djeluje na razini sinapse, blokira enzim acetil-kolin esterazu → dugotrajno podraživanje => posljedica je tetanička kontrakcija
2. antimetabolički (metabolička blokada) – blokiraju sintezu ATP-a (ATPaze)

- sinteza ATP-a i sinapse su zajedničke svim višim organizmima, na toj razini herbicidi štete i biljkama i životinjama
- manji organizmi trebaju manju koncentraciju otrova, ali je štetan i za npr. naše stanice, ali u većim koncentracijama

### Povijest
U prethistorijsko doba kao insekticid se upotrebljavao dim (tjera kukce). U Homerovim epovima spominje se sumpor, koji se koristio u sumporavanju bačvi za vino. Godine 79. p. Kr. spominje se arsen (homocid). Kinezi od 10. stoljeća poznaju olovni arsenoat. U 17. stoljeću koristio se duhan (nikotin) kao pesticid, buhač (biljni) protiv buha pasa i mačaka, do drugog svjetskog rata petrolej, fluor, dinitro spojevi, tiocijanati. Od 1892. koristi se bordoška juha, smjesa modre galice (bakrov (II) sulfat pentahidrat) i kalcijeva karbonata (to je rezultiralo opterećenošću tala bakrom - grožđe s Cu), a od 1897. formaldehid. Od drugog svjetskog rata potječu sintetski spojevi iz proizvodnje bojnih otrova, što se koristi i u pesticidima - DDT. Po mjestu ulaska u organizam klasificiraju se: (1) oralni – probavni sustav, (2) kontaktni – pokrovni sustav, (3) fumiganti – dišni sustav.

### Kemizam
- Neorganske tvari
- Biološki pesticidi (biljke, gljive, bakterije – piretrin i dr.)
- Organske tvari
- prisiljavanje jetre na stalnu detoksikaciju može dovesti do tumora jer jetra pokušava nadoknaditi propale stanice (netipične stanice)
- dio liposolubilnih otrova odlazi u masno tkivo – dojenjem majke mogu predati toksične tvari djetetu
- među herbicidima, neselektivni (totalni herbicidi) uništavaju sve biljke (usmjereni protiv nekog zajedničkog mehanizma, npr. fotosinteze => služe za čišćenje terena), a selektivni ciljano uništavaju npr. korov, alge (obraštaj – koči tok vode uz trup broda), a ne uništavaju druge biljke
- za uništavanje obraštaja često se koriste preparati žive – brodovi se uranjaju u bazene s koncentriranom otopinom preparata
- atrazin – ustanovljeno je da je kancerogen
- prevencija, razaranje, suzbijanje štetnika različitih vrsta na biljkama, životinjama i čovjeku
- beta-blokatori → lijekovi, djeluju slično kao neurotoksični otrovi - blokadom Na/K pumpe
- djelovanje pesticida:
  - primarno djelovanje - tretiranje ciljnog štetnika
  - sekundarno djelovanje - ovisi o otrovnosti doze
    - akutno
    - kronično
- subtoksične (subletalne, subakutne) doze djeluju na neciljane organizme:
  - na reprodukciju
    - npr. utjecaj na vijabilnost spermija (pokretljivost): neki preparati blokiraju sintezu ATP-a, što utječe na pokretljivost spermija, jer oni dobivaju energiju za pokretanje iz mitohondrija u svojem vratu; u testisima je velika metabolička aktivnost, pa je to žarišno mjesto za otrove; utjecajem otrova smanjuje se i broj spermija, a pojavljuju se i mutacije; sve je to posljedica djelovanja antimetaboličkih pesticida koji kruže biosferom

  - mutageno
  - teratogeno - defekti u razvoju tijela
  - kancerogeno (npr. benzpiren)
- neki otrovi smanjuju i produkciju spolnih hormona

Aktivna tvar je kemija tog preparata; kemije preparata su raznolike - neorganske tvari, biološke tvari (spojevi koje proizvode same biljke, životinje, gljive, bakterije - npr. nikotin); od jedne aktivne tvari ima nekoliko paralelnih proizvoda koji se razlikuju u aditivima i proizvođaču i drugačije se zovu. U Hrvatskoj je situacija sljedeća: zoocidi – 92 aktivne tvari => 230 preparata; fungicidi – 63 aktivne tvari => 205 preparata; herbicidi – 90 aktivnih tvari => 226 preparata; ostali - 14 aktivnih tvari => 20 preparata. Ukupno: 259 aktivnih tvari => 681 preparat. Svemu tome treba dodati i pesticide iz uvoza.
Zbog kruženja nerazgrađenih pesticida biosferom, otrovi su nađeni na mjestima na Zemlji gdje nikad nisu bili korišteni - npr. DDT je nađen u ledu Antarktike iz 1960. godine. Uspinjanjem uz hranidbeni lanac koncentracija otrova se povećava ovisno o brzini metabolizma pojedine karike u lancu - npr. koncentracija DDT-a kod čovjeka, koji se nalazi pri vrhu hranidbenog lanca, može dosegnuti 6,0 ppm. DDT se u organizmu mijenja u derivate, slično kao i u prirodi, te dolazi do promjene kemije i toksičnosti. Promjenom kemije otrova mijenja se i njegovo djelovanje jer nastaju sekundarni produkti. Budući da se u želucu na otrov može dodati klor iz kloridne kiseline, on može postati još toksičniji.
Pestistati su sredstva za zaštitu bilja kojima se sprečava povećanje broja štetnika sprečavanjem njihova razvoja ili onemogućavanjem oplodnje. Koriste se tvari koje inhibiraju hitin, što ometa presvlačenje ličinki i izlazak ličinki iz jaja (aktivna tvar je teflubenzuron); takve tvari ne štete drugim organizmima. Anti-juvenilni hormoni se koriste za ubrzavanje starenja kukaca, tj. izazivaju prerani prijelaz iz ličinke u adultno stanje. Protiv ishrane kukaca usmjerena su "anti-feeding" sredstva, dok se repelenti koriste za odbijanje kukaca mirisom. Suprotno djelovanje imaju feromoni → sekundarni hormoni koji kukcima služe za privlačenje partnera – otopina feromona se stavi u vodu, to se stavi u vrt, te se mužjaci utope – „kopulacijska konfuzija“. Smanjenje broja mužjaka utječe na smanjenje populacije štetnika. Retardanti su orijentirani prema biljnom materijalu (korovu) – usporavaju rast korova, ali ga ne uništavaju. Tim korovom se hrane kukci, umjesto kulturne biljke (→"bonsai-korov"). Sinergisti i potencijatori su aditivi koji pojačavaju djelovanje postojećih pesticida, pa se mogu koristiti manji volumeni i koncentracije pesticida; zimi se koriste ulja + herbicidi i insekticidi. Kao pestistati korištene su i bubamare, jer konzumiraju nametnike u poljoprivrednoj proizvodnji (crveni pauk i dr.); korištenjem pesticida nestale su i božje ovčice. Sad se u Danskoj po farmama uzgajaju bubamare i mogu se kupiti u poljoprivrednim ljekarnama. Također se koriste insektivorne ptice, iako ih zbog onečišćenja ekosustava nerazgrađenim pesticidima u poljoprivrednim područjima ima sve manje i manje. Prednosti korištenja životinja koje uništavaju štetnike su brojne: manje trovanje korisnih organizama, sniženje onečišćenja okoliša, manje poremetnje ravnoteže i usporavanje razvoja rezistentnosti kod štetnika.

### Pesticidi po kemijskom sastavu
1. ANORGANSKI
- amonijev sulfat
- amonijev tiocijanat
- kalcijev cijanamid
- natrijev cijanat
- natrijev klorat
- sumporna kiselina

2. ORGANSKI
- nitrofenoli i anilini
- herbicidi hormonskog tipa - fenoksioctene kiseline
- benzenske i fenil-octene kiseline
- haloalifatske kiseline
- nitrili
- amidi
- aril-karbamati
- supstituirana urea
- tiokarbamati i ditiokarbamati
- heterociklički spojevi - pirimidini (uracili), triazini (atrazin)
- tiokarbonati
- derivati glicina
- organsko arsenski spojevi
- ulja

## Osjetljivost organizma
- otrov – tvar koja oštećuje neku strukturu u tijelu
- lijek – popravlja stanje, uklanja uzročnike bolesti; u povećanoj koncentraciji lijek postaje otrovan
- nuspojava – primarno nešto liječi, ali istovremeno šteti nekim sekundarnim funkcijama; npr. lijek za glavobolju može oštetiti bubrege
- česti su hepatotoksični lijekovi
- tkiva s intenzivnom diobom stanica (metabolički aktivna) najlakše stradavaju od prevelikih koncentracija lijekova (takva tkiva imaju kratak životni vijek zbog brzog metabolizma)
  - npr. krvotvorna tkiva (stanice žive stotinjak dana) – u koštanoj moždini živ metabolizam
  - gametogeneza
  - sluznice crijeva koje se stalno ljušte (u fekalnom sadržaju 40% čine mrtve stanice probavila)
  - imunološki sustav (povezan s krvotvornim)
- te stanice žive kratko i propadaju u dodiru s mikroorganizmima

Imunotoksični spojevi su npr. antibiotici, antifungalni lijekovi, kao i antiviralni, antiparazitni lijekovi. Oni utječu i na živčani sustav. 176 spojeva iz tih lijekova uništava imunosni sustav (imunosupresivni lijekovi). Imunotoksični mogu biti i metali, industrijske kemikalije, polutanti zraka, droge, aditivi u hrani (giberelinska kiselina, natrijev benzoat, butilirani hidroksianizol i tolucen, metil-paroben, para-hidroksibenzojeve kiseline, propil-galat), toksikanti u hrani (aflatoksin - pokvarena hrana).

### Patofiziološki učinci
- ugljikov dioksid → otežano disanje / blokira hemoglobin
- spojevi dušika → bubrezi / probavne smetnje / teže disanje / krvne kapilare
- živa → slabi imunitet / spermatogeneza / živčani sustav / vid
- olovo → središnji živčani sustav / hemoliza eritrocita / nefroni bubrega
- kadmij → bubrezi / hipertenzija / degeneracija testisa/ smanjenje vitamina A / hipertrofija nadbubrežne žlijezde
- bakar → hemoliza / jetra i bubrezi / povišenje kortizona
- cink → smanjenje apetita / povraćanje / gubitak vode
- pesticidi općenito → smanjena hematopoeza / anemija / smanjen imunitet / smanjena sposobnost spermija za oplodnju (blokirana sinteza ATP-a)
- detergenti → slabokrvnost / povraćanje / proljev
- ozon → oštećenja dišnog sustava

### Intracelularno nakupljanje tvari
- patofiziologija egzogenih pigmenata → PNEUMOKONIOZE (pluća)
  - antrakoza → C
  - sideroza → Fe
  - silikoza → Si
  - azbestoza – kristalinične forme (šiljaste, igličaste) zabadaju se u dišne puteve i teško se izbacuju van; čestice se inkapsuliraju → stanice postaju sve deblje i deblje jer se oko čestice stvara vezivna čahura; cijev kroz koju prolazi zrak je sve tanja i tanja
  - bagasoza → šećerna trstika
  - bisinoza → pamuk, lan, konoplja (tekstilni radnici)
  - tabakoza → duhan
  - cementna pluća → prestaju biti elastična
  - bijela pluća → brašno
  - farmerska pluća → plijesni i spore

Dišni sustav prima i plinove i čestice → zalijepe se / zabodu se / odu u grlo da se iskašlju van.